# Uh Huh Her (banda)
Uh Huh Her es una banda de Indie Electropop que se formó en enero del 2007. Lanzaron su primer EP el 24 de julio de 2007. El nombre de la banda está inspirado en el título del álbum de la artista PJ Harvey, Uh Huh Her.

## Miembros de la banda
Leisha Hailey, anteriormente fue miembro de la banda The Murmurs, que luego cambió su nombre por Gush. Temporalmente había estado alejada de la música para integrar a Alice Pieszecki en la serie The L Word, de Showtime.
Camila Grey es exmiembro de la banda de rock Mellowdrone. Su fuerte son el teclado y el bajo, y ha tocado para varios artistas como Dr. Dre, Melissa Auf der Maur, Busta Rhymes, y Kelly Osbourne.
En un principio, la banda tenía tres miembros, la tercera era Alicia Warrington.

## EP y álbumes

### I See Red EP
El primer proyecto de la banda fue el EP I See Red, publicado el 24 de julio de 2007.  El EP incluye una versión de la canción Say So en el que Hailey era el vocalista principal.  Say So fue también la primera pista que la banda escribió (junto con la exmiembro, Alicia Warrington). Las voces de la EP se grabaron en el baño de Grey.

### Common Reaction
El álbum debut de Uh Huh Her fue lanzado el 19 de agosto de 2008. Tanto Explode como Say So fueron reeditados en el disco ya que los miembros consideraron que merecían ser pulidos.  El disco fue trazado en el número 9 en la Billboard Top Heatseekers. La banda ha dicho que la canción Away From Here, se trata de "escapar de la realidad".

### Black and Blue EP
Como hacer el cambio a un sello independiente, la falta de fondos ((y la gira de Grey con Adam Lambert) puso un alto en la inmediata liberación del segundo álbum de larga duración. Para llenar ese vacío entre los álbumes, la banda lanzó su segundo EP, Black and Blue el 19 de abril de 2011. La liberación cayó justo antes de la segunda gira importante de la banda, por lo que tendría el nuevo material para los aficionados a la compra. Con un total de seis pistas el EP fue grabado y producido en menos de dos semanas.La canción Philosopher está escrito como tal en el listado de la pista, sin embargo, el título alternativoPhilosophy es ampliamente utilizado y reconocido por los fanes y la propia banda.

### Nocturnes
La banda trabajó en su segundo álbum de larga duración durante varios años, y finalmente lanzado el 11 de octubre de 2011. Las canciones Same High y Human Nature fueron en un comienzo escritas para las películas  (The Kids Are All Right y Crepúsculo, respectivamente ... aunque Human Nature no se incluyó en la película Twilight). Grey escribió Human Nature, Wake To Sleep y Darkness Is  independiente  (Darkness Is fue originalmente titulada "Never Absolute"). Hailey escribió Debris por su cuenta, y ella ha dicho en varias ocasiones que la canción es acerca de sexo por teléfono. Wake To Sleep fue escrita sobre el proceso de hacer el álbum, y se refiere a los hábitos de sueño de los diferentes miembros de la banda. Criminal fue escrita por la banda acerca de la experiencia de romper con su discográfica anterior y los directivos.

## Giras

### Common Reaction Tour
La primera gran gira fue del 17 de octubre de 2008 hasta el 18 de noviembre de 2008, después del lanzamiento de Common Reaction. La gira consistió en 19 fechas de sus conciertos, en su mayoría en los EE.UU., con un par de shows en Canadá y uno en el Reino Unido.

### Black and Blue Tour
La segunda gira importante (comúnmente conocido como el  "Black and Blue Tour" o "B&B Tour") fue del 14 de marzo de 2011 hasta el 19 de mayo de 2011. Esta fue la mayor gira de la banda hasta la fecha, con 39 shows en los EE.UU. y Canadá.

### Keep A Breast Tour
La tercera gran gira en asociación con la Fundación Keep A Breast Foundation (y es apropiadamente conocido como el "Keep A Breast Tour" or "KAB Tour"). Se contó con 21 fechas de conciertos entre el 8 de octubre de 2011 hasta el 6 de noviembre de 2011.

### UK Tour
La cuarta gran gira ocurrió entre el 13 y el 24 de abril de 2012, e incluyó 10 fechas de conciertos por toda Europa. En la actualidad se refiere más a menudo a la gira como el "UK Tour", a pesar de que varias fechas fueron en los Países Bajos/Alemania

### Future Souls Tour
La quinta gira comenzó el 26 de abril de 2014 y terminó el 30 de julio del mismo año, la banda incluyó presentaciones en Estados Unidos y Canadá.

## Discografía

### Álbumes
- Common Reaction (2008)
- Nocturnes (2011)
- Future Souls (2014)

### EP
- I See Red (2007)
- Black and Blue (2011)

### Otros
- The Kids Are All Right (Original Motion Picture Soundtrack) (2010)
- This Just Out (Web Show)| This Just Out Theme Song (2008)